# Wenzel Norbert Octavian Graf Kinsky

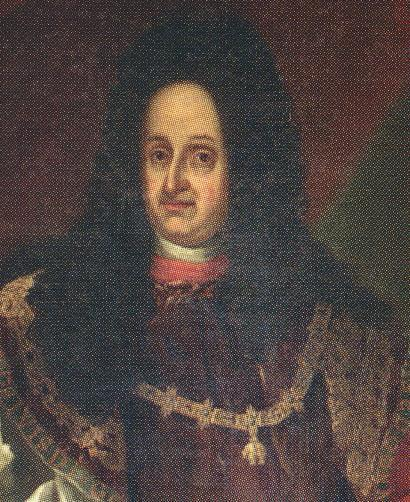

Wenzel Norbert Octavian Graf Kinsky (* 1. April 1642; † 3. Januar 1719 in Wien) war ein böhmischer Statthalter und Appellationspräsident.

## Leben und Wirken

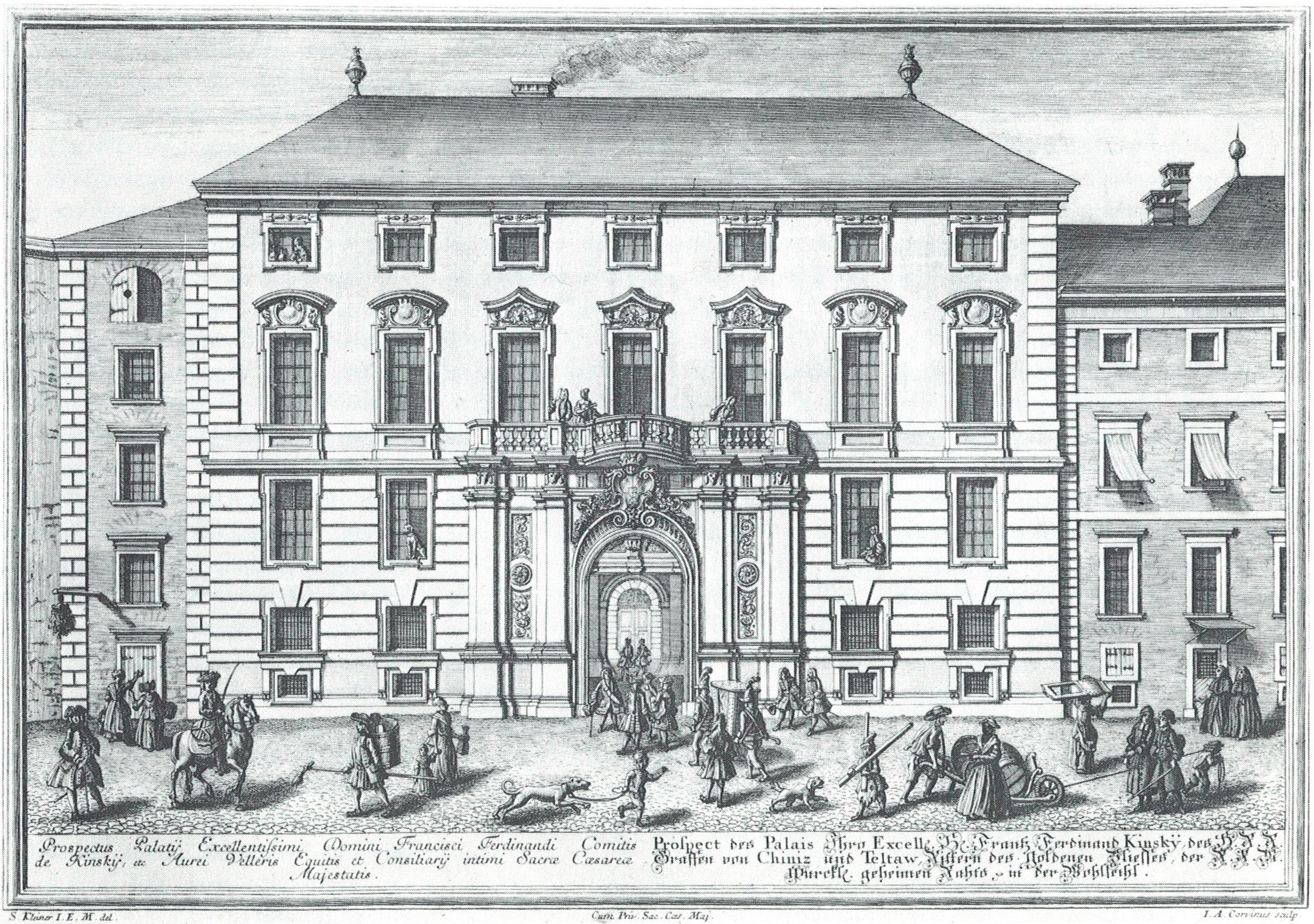
Palais Rabutin Kinsky in Wien (17. Jahrhundert; um 1720), von Wenzel Graf Kinsky 1704 als Wohnsitz erworben; abgerissen nach 1836

Wenzel Norbert Octavian (auch: Oktavian) Graf Kinsky entstammte dem böhmischen Adelsgeschlecht Kinsky von Wchinitz und Tettau und war der jüngere Brüder des Franz Ulrich Graf Kinsky und Enkel des Diplomaten Wilhelm Kinsky (* 1574/82, verstorben am 25. Februar 1634 in Eger, dem heutigen Cheb).
Nach einem Rechtsstudium an der Karls-Universität Prag und Bildungsreisen trat Oktavian Kinsky in den Staatsdienst, wurde 1688 Appellationspräsident und 1689 Statthalter von Böhmen, Geheim- und Konferenzrath, 1696 Oberstlandrichter und 1701 Oberstlandkämmerer und kaiserlicher Kommissar im böhmischen Landtag. Von 1705 bis 1711 war er in Wien böhmischer Oberstkanzler unter Kaiser Joseph I. Er förderte den Aufschwung der Glasindustrie auf seiner Grundherrschaft Bürgstein und erließ 1669 Statuten für die Glasmaler und Glasschneider in Kreibitz und 1694 in Steinschönau. Für seine Verdienste wurde er 1711 zum Ritter des Ordens vom Goldenen Vlies geschlagen (Nr. 610).

## Familie
Graf Kinsky war zweimal verheiratet, in erster Ehe mit Anna Franziska Gräfin Martinic und in zweiter Ehe mit Maria Anna Theresia Gräfin Nesselrode. Aus den beiden Ehen gingen mehrere Kinder hervor:
- Franz Anton (1669–1669)
- Bernhard Franz Anton (1669–1737)
- Marie Elisabeth (* 1670; † 26. März 1737)

⚭ 1689 Freiherr Ferdinand von und zu Trauttmansdorff († 24. Februar 1692)
⚭ 1692 Graf Wenzel Desiderius von Nostitz-Rieneck (* 24. Mai 1669; † 10. Dezember 1700), Sohn von Johann Hartwig von Nostitz-Rieneck
⚭ 1702 Graf Franz Karl Wratislaw von Mitrowitz (* 8. September 1680; † 23. April 1750)
- Anna Franziska Johanna Josefa Michaela Judith (* 1672; † 24. Juli 1738)

⚭ 1693 Graf Michael Johann Joachim von Sinzendorf (* 31. Mai 1665; † 28. Februar 1697)
⚭ nach 1697 Graf Ferdinand Karl Marquard Herzan von Harras († 1725)
- Johann Wenzel Oktavian (* 1673; † 27. August 1733) ⚭ Anna Sibylla Maria Eleonore von Billecke-Höllinghofen (nach anderen: Freiin Eleonora Sibylla Margareta von Bülow)
- Johanna Charlotte (* 27. Juli 1675; † 23. Februar 1755) ⚭ 1696 Graf Hieronymus von Colloredo (* 12. März 1674; † 2. Februar 1726)
- Maria Margarete Josepha (* 1676; † 1766) ⚭ 1702 Graf Franz Anton von und zu Trauttmansdorff (* 23. März 1679; † 8. April 1762)
- Franz Ferdinand  (* 1. Januar 1678; † 13. September 1741), Kanzler[2]

⚭ 1706 Gräfin Marie Therese Eleonore von Fünfkirchen (* 19. Juni 1675, † 17. August 1729)
⚭ 1730 Gräfin Maria Leopoldine Pálffy von Erdöd (* 28. August 1714; † 3. März 1759)
- Stephan Wilhelm ab 1746 Fürst, 1747 Reichsfürst (* 26. Dezember 1679; † 12. März 1749) ⚭ 1712 Gräfin Maria Josepha Antonia von Dietrichstein (* 9. Juni 1694; † 3. September 1758)
- Eleonora Josefa (* 1698; † 18. Juni 1732) ⚭ 1726 Graf Heinrich Julius von Gilleis (* 1. August 1687; † 18. Juni 1782), Kammeraldirektor in Siebenbürgen
- Maria Theresia (* 7. Januar 1700; † 16. Januar 1775) ⚭ 1717 Graf Ludwig Ernst von Batthyány (* 1. März 1690; † 27. Oktober 1765)
- Philipp-Joseph Franz (* 28. November 1700; † 12. Januar 1749), Kanzler ⚭ 1722 Gräfin Philipp Joseph Maria Karolina von Martinitz  (* 2. Januar 1700; † 12. Mai 1785)
- Johann Joseph Maximilian (* 13. Oktober 1705; † 17. April 1780), Besitzer eine Glasmanufaktur
- Maria Aloisia Stephanie (* 26. Dezember 1707; † 20. August 1786)

⚭ 1726 Graf Norbert Franz von Wrbna und Freudenthal (* 30. April 1680; † 30. April 1729), Eltern von Eugen Wenzel von Wrbna-Freudenthal
⚭ 1737 Graf Rudolph Chotek von Chotkow (* 24. Januar 1706; † 7. Juli 1771)
- Franz-Karl (* 9. März 1709; † 14. Oktober 1734), starb an seiner Verwundung bei Guastalla